# 喬普林 (蒙大拿州)
喬普林（英語：Joplin）是位於美國蒙大拿州利伯蒂縣的普查規定居民點。

## 歷史
喬普林的郵局自1910年營運至今。

## 人口
根據2020年美國人口普查的數據，喬普林的面積為3.34平方千米，當中陸地面積為3.27平方千米，而水域面積為0.07平方千米。當地共有人口159人，而人口密度為每平方千米47.6人。